# نيوترينو

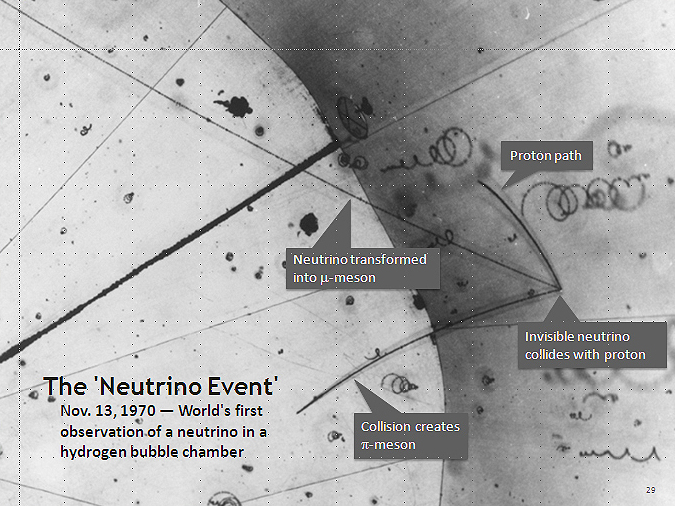
صورة لغرفة الفقاقيع أخذت عام 1970 وهي تبين تفاعل النيوترينو مع بروتون عند التقاء ثلاثة مسارات [يمين]. اصطدم أحد النيوترينوات (قادم من اليمين (غير مرئي) ونشأ عن الاصطدام ثلاثة مسارات لجسيمات (مشار إليهم) على مستوى الشكل.

النيوترينو  هو جسيم أولي بكتلة أصغر كثيرا من كتلة الإلكترون، وليست له شحنة كهربائية. اُستنتج وجود النيوترينو بسبب ظاهرة تحلل بعض النظائر المشعة من خلال إطلاق أشعة بيتا (إلكترون). خلال التحلل بيتا يتحلل أحد النيوترونات الموجودة في نواة الذرة إلى بروتون، وإلكترون، ومضاد نيوترينو إلكتروني. ينطلق الإلكترون خارج النواة واسموه العلماء عندما اكتشفوه أولا بـ أشعة بيتا.
فعند تحلل العنصر المشع إلى عنصر آخر يحدث فقد معين في الطاقة، هذا الفقد في الطاقة هو عبارة عن الفرق بين طاقة العنصر المشع، وطاقة العنصر الناتج. والمفروض، لاحترام قانون عدم فناء الطاقة، أن يحمل الإلكترون -المنطلق من نواة الذرة والخارج على هيئة شعاع من أشعة بيتا - أن يحمل هذا الفرق في الطاقة، ولكن القياسات تبين، أن الإلكترون يحمل طاقة أقل من الطاقة المفروضة خلال التحلل، لهذا افترض العالم فولفغانغ باولي عام 1930 وجود جسيم صغير يحمل تلك الطاقة الناقصة التي لا نراها وأطلق عليه اسم «نيوترينو» حيث أنه لا يحمل شحنة كهربية.
استغرق العلماء وقتاً طويلاً حتى استطاعوا اكتشاف النيوترينو بأصنافه الثلاثة. كما أن الاكتشافات تمت على مراحل بدأت في الستينات وانتهت أواخر العام 2000. تشير التقديرات إلى أن حوالي 50 تريليون نيوترينو شمسي تخترق الجسم البشري كل ثانية، حيث تنتج النيوترينوات بأعداد كبيرة خلال تفاعلات الاندماج والتفاعلات النووية الجارية في الشمس.
في أواخر سبتمبر 2011، أُعلن عن نتائج تجربة أوبيرا التي حاولت رصد نيوترينوات خارجة من مركز البحوث الأوروبي سيرن بجنيف إلى مركز البحوث الوطني الإيطالي الموجود في مدينة «غران ساسو» بإيطاليا (وهي مسافة تبلغ نحو 750 كيلومترا) بدى منها أن سرعة النيوترينوات من نوع «نيوترينو ميووني» Muon neutrino أكبر قليلاً من سرعة الضوء الأمر الذي يتنافى مع معادلات النظرية النسبية. وقد حيرت تلك النتيجة الأولية العلماء، فقاموا بإعادة التجربة بعد تحسين أجهزة القياس وظروف التجربة، وتبين لاحقا أن الاستنتاج الأولي كان خاطئاً؛ فلا يستطيع أي جسم أن تتعدى سرعته سرعة الضوء.

## مقدمة عامة
النيوترينات هي جسيمات أولية، تقدر قيمة دورانها الزاوي «المغزلي» spin بـ ½، ويمكن تصنفيها بذلك مع الجسيمات التي من فصيلة الفرميون. كان العلماء وإلى عهد قريب يعتقدون أن كتلة هذه الجسيمات تساوي 0، غير أن التجارب التي أجريت مؤخرا أثبتت أنه ورغم كون هذه الجسيمات صغيرة جدا إلا أن كتلتها تختلف عن الصفر.

### القياس العملي للنيوترينو

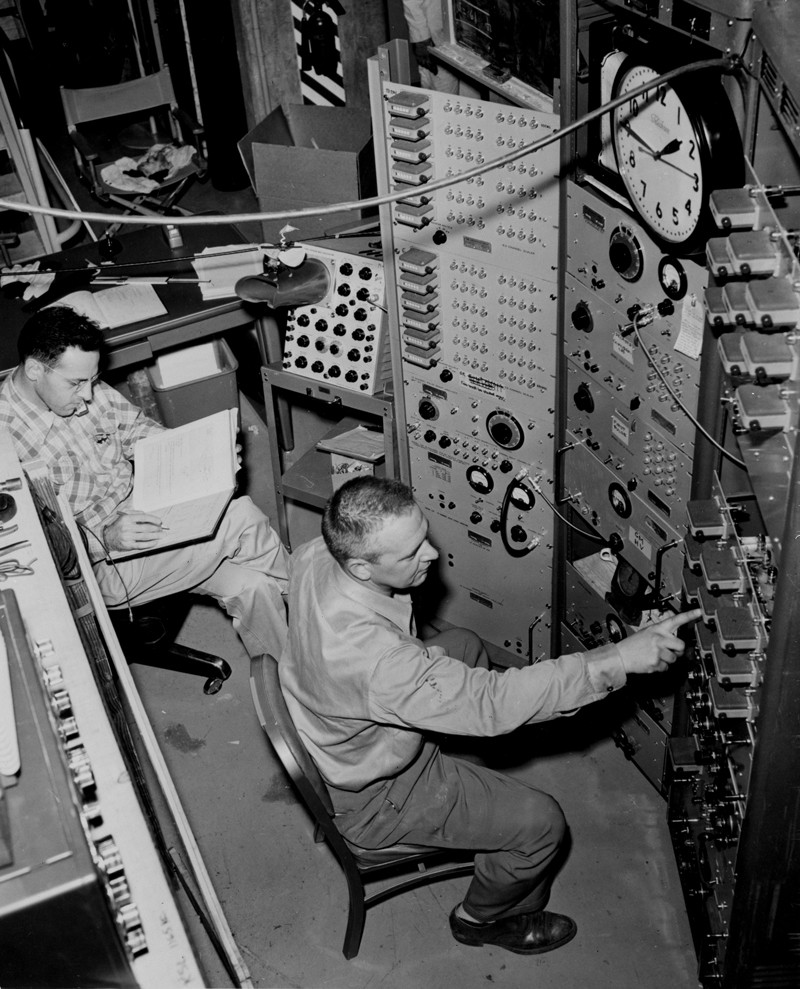
Clyde Cowan يقوم بإجراء تجربة النيوترينو في عام 1956

بعد افتراض وجود النيوترينو من قبل العالم ولفجانج باولي اقترح «وانغ غانشانغ» في عام 1942 طريقة للكشف عنه معمليا من خلال اصطياد إلكترون (أحد تحللات بيتا).
وفي عدد 20 يوليو 1956 من المجلة العلمية «ساينس» قام الباحثون كلايد كوان، وفريدريك راينس، و«إف. هاريسون»، و«إتش. كروزه»، و«إيه. ماكغير» بنشر نتائج تجاربهم واكتشافهم النيوترينو (نيوترينو الإلكترون) عمليا.
وكانت تلك النتيجة سببا في منح الباحثين جائزة نوبل للفيزياء في عام 1995، أي بعد الأكتشاف بنحو 40 عاما.

عرفت تلك التجربة فيما بعد «بتجربة كووان - راينس للنيوترينو»، حيث تولدت مضادات النيوترينوات الإلكترونية في مفاعل نووي من تحلل بيتا وتفاعلت مع البروتونات في حوض المفاعل النووي فأنتجت نيوترونات وبوزيترونات، طبقا للتفاعل
+
ν
e + 
p+
 → 
n0
 + e
(في هذا التفاعل يتفاعل مضاد النيوترينو (ν
) مع البروتون، فينتج نيوترونا وبوزيترون (+ e موجب الشحنة)
كل واحد من البوزيترونات (موجب الشحنة) يجد سريعا إلكترونا (سالب الشحنة) يتفاعل معه مؤديا إلى تفاعل إفناء، حيث يفنى كل زوج منهم وينتجا أشعة غاما التي أمكن تسجيلها. في نفس اللحظة أمكن تسجيل النيوترونات الناتجة حيث تنتج أشعة غاما هي الأخرى في الحساس آنيا. ويُكشف عن أشعة غاما الناتجة من تفاعل الإفناء وأشعة غاما الناتجة من النيوترونات في الحساس «آنيا» - أي خلال فترة زمنية اتساعها عدة مللي ثانية؛ فتسجيلهما آنيا هو دليل على تفاعل مضاد النيوترينو مع البروتون.

### نكهات النيوترينوات
بعد اكتشاف نيوترينو الإلكترون (
ν
e) إلكترون نيوترينو ومضاد نيوترينو الإلكترون أتضح أنه توجد أيضا أنواع أخرى من النيوترينووات؛ مثل «نيوترينو الميوون»(
ν
μ) ميوون نيترينو، و«مضاد نيوترينو الميوون»، وتاو نيترينو (
ν
τ)، و «مضاد تاو نيترينو»؛ وهي جسيمات خفيفة جدا أخف من الإلكترون (هي والإلكترون تسمى لبتونات)، تظهر خلال «تفاعلات ضعيفة»، تسمى تفاعلات القوة النووية الضعيفة. أي يوجد من النيوترينو 6 أنواع سميت نكهات النيوترينو فالاختلافات بينها بسيطة. تلك الستة نيوترينوات هي نيوترينو الإلكترون ومضاده، ونيوترينو الميوون ومضاده وتاو نيترينو ومضاده (أنظر رموزهم:

ν
e

ν
μ

ν
τ

ν
e

ν
μ

ν
τ
حيث يُميز المضاد بشرطة فوقه) 
ليس هذا فقط فقد اتضح أن لكل منهم كتلة صغيرة جدا وغير متساوية بينهم، ويستطيع الواحد منهم أن يتحول إلى آخر حيث أن كل منهم يوجد في حالة «رنين كمومي».
,
وتشير قياسات الرصد الفلكي إلى أن مجموع كتل الثلاثة أنواع تشكل أقل من واحد من المليون من كتلة الإلكترون.

### تذبذب النيوترينوات
يتذبذب النيوترينو أثناء طيارنه بين الثلاثة نكهات. فمثلا عندما ينشأ نيوترينو الإلكترون خلال تحلل بيتا فربما يتفاعل مع مكشاف أو عداد كـ "نيوترينو ميوني" أو" نيوترينو تاووي|. ويحدث هذا التذبذب أو الرنين بسبب أن الثلاثة نكهات تتحرك بسرعات مختلفة قريبة من بعضها البعض، بحيث أن حزمهم الموجية الكمومية تكون منزاحة الأطوار، ومع تطابق تلك الاطوار تنشأ الثلاثة نكهات للنيوترينو.
تلك الطبيعة الفريدة للنيوترينوات أذهلت الباحثين فترة طويلة فلم يتوصلوا إليها إلا بعد العديد من الدراسات خلال سنوات طويلة، حيث كانت قياساتهم الأولية لم يكن لها تفسير إلا عن طريق أن النيوترينو يتذبذب خلال طريقه ويظهر بنكهات مختلفة.

## نيوترينوات الشمس وتجربة هومستاك
كان العالم ريموند ديفيس بجامعة بنسلفانيا قد خصص وقتاً كبيراً من عمره لاستكشاف النيوترينوات القادمة من الشمس فأنشأ أول كاشف نيوترينوات في العام 1961 على عمق 4800 قدم تحت الأرض. مكان التجربة كان في منجم ذهب تحت الأرض يسمى منجم هومستاك، وكان المكشاف يتكون من خزان كبير يحوي 380 متر مكعب من «بركلورو إيثيلين» وهو منظف كيميائي جاف يحتوي على الكلور. وكان لابد من إجراء التجربة عميقا تحت الأرض للتخلص من تأثير الأشعة الكونية، واختيار مكشاف ضخم للقيام بعد النيوترينوات على هذا العمق. وكان اختيار رباعي كلورو الإيثيلين كمكشاف حيث أن نيوترينو الإلكترون (وهو الوحيد الذي كان معروفا في ذلك الوقت) يتفاعل مع نواة الكلور-37 ويحوله إلى آرغون-37 وهو مشع؛ وعن طريق الأشعة الصادرة من الأرغون-37 يمكن عد النيوترينوات القادمة من الشمس. تفاعل النيوترينو مع الكلور يسير كالتالي:
{\displaystyle \mathrm {\nu _{e}+\ ^{37}Cl\longrightarrow \ ^{37}Ar+e^{-}.} }
هذا التفاعل يجري ابتداءا من عتبة طاقة قدرها 0.814 مليون إلكترون فولت، لا بد أن تكون طاقة النيوترينو أعلى منها لكي يتفاعل مع نواة الكلور-37.
تفاعل النيوترينو مع المادة بصفة عامة يحدث نادرا، فكان ديفيز يطلق غاز الهيليوم خلال خزان المكشاف لجمع ذرات الأرغون التي تكونت. وكانت تعبأ منها عدة سنتيمترات مكعبة في عداد غازي (مع جزء من الكلور المستقر) لقياس تحلل الأرغون، وتعيين عدد النيوترينوات التي تفاعلت. بهذه الطريقة استطاع «ديفيز» تعيين عدد النيوترينوات.
أجريت تجربة هومستاك في الستينيات من القرن الماضي وقامت بقياس عدد النيوترينوات القادمة من قلب الشمس وكان عدده بين ثلث إلى نصف العدد المتوقع والمحسوبة على أساس النموذج الأساسي للشمس. عدم التوافق هذا بين التجربة والنظرية أصبحت معروفة مشكلة نيوترينو الشمس، وظلت لا حل لها نحو ثلاثين عاما - ظل خلالها الباحثون التدقيق في حساباتهم للتفاعلات في الشمس وطريقة القياس العملي للنيوترينوات بلا جدوى. خلال تلك الفترة اكتشف نيوترينو الميوون ونيوترينو تاو، وافترض بعض العلماء أن الثلاثة نيوترينوات ربما تكون لهم كتل مختلفة، وربما بالتالي أنهم يتذبذبون أثناء طيرانهم إلى الأرض ويظهرون في في نكهات لا يستطيع المكشاف هنا عدّهم.
وعكف العلماء على الاستكشاف العملي لهذا الافتراض وأجريت تجارب مختلفة كثيرة.
في تجارب أجريت في التسعينات في أنحاء مختلفة من العالم وباستعمال كواشف أخرى أدت إلى التأكد من خاصية «تذبذبات النيوترينوات». تقاسم دافيز في العام 2002 جائزة نوبل في الفيزياء مع ماساتوشي كوشيبا لأبحاث متعلقة بهذه الظاهرة.
وفي 2015 مُنح كل من الياباني تاكاكي كاجيتا والكندي أرثر ماكدونالد - لتجربة مرصد سودبوري للنيوترينو - جائزة نوبل للفيزياء لاكتشافهم تذبذب النيوترينو مبينين بذلك أن نيوترينو له كتلة. تجربة مرصد سودبوري استطاعت قياس الثلاث نكهات للنيوترينو، وكان العدد الكلي لهم مساويا لما تأتي به الحسابات النظرية.

## تاريخ النيوترينوات
كانت فرضية النيوترينو قد اقترحت في 1930 بواسطة فولفغانغ باولي لإبقاء مبادئ بقاء الطاقة، حفظ الزخم، وحفظ الزخم الزاوي في تحلل بيتا - عملية تحول النيوترون إلى بروتون وإلكترون ومضاد نيوترينو، طبقا للمعادلة:
{\displaystyle {\mbox{n}}\rightarrow {\mbox{p}}^{+}+{\mbox{e}}^{-}+{\bar {\nu }}_{e}}
اقترحت فرضية فولفغانغ باولي أن جسيما لا يمكن إدراكه كان يحمل معه الفرق الملاحظ في الطاقة؛ أي الزخم والزخم الزاوي للجسيمات الداخلة في تفاعلات معينة ومقاديرها للجسيمات النهائية.
اقترح وجود النوع الأول عام 1930 وأطلق عليه νe (نيوترينو الإلكترون)؛ حيث كان هذا النيوترينو ينشأ خلال تفاعلات تسمى تفاعل القوة الضعيفة (مثل تحلل بيتا) يظهر خلالها الإلكترون ومعه مضاد نيوترينو إلكتروني أو في نوع آخر من تحلل بيتا ينطلق بوزيترون ومعه نيوترينو إلكتروني. ثم أكتشف في الأربعينيات من القرن الماضي نيوترينو من نوع آخر ينشأ خلال تفاعلات الميوون فسمي νμ «نيوترينو ميووني»؛ وأخيرا اكتشف نوع ثالث في السبعينيات من النيوترينو وهو ντ يظهر في تفاعلات نوع من الميوون يسمى «ميوون تاو»، وسمي نيوترينو تاوي.
تم اكتشاف نيوترينو الإلكترون في عام 1956 و«ميو نيورينو» في عام 1962 و«تاو نيوترينو» عام 2000.

## سرعة النيوترينوات
وفقا لقوانين النظرية النسبية لأينشتاين، إذا كانت النيوترينوات لها كتلة لاصفرية فينبغي ألا تصل إلى سرعة الضوء ولكن لم تثبت حتى اليوم تجارب دقيقة تؤكد كتلة لها.
كان فريق أوبرا التابع لمشروع سيرن قد أعلن في أواخر 2011 عن تأكيدات التجارب السابقة التي أجريت في الثمانينات من القرن الماضي بأن سرعة النيوترينوات أكبر قليلاً من سرعة الضوء (1.00005 من سرعة الضوء) وحتى مع صحة الأدعاء فقد كانت لا تزال ضمن مبدأ الريبة.
لاحقاً في يونيو 2012، راجعت سيرن بقياساتها الجديدة التي أجريت في تجارب ساسو الأربعة (أوبرا، إيكاروس، بوركسينو، ومجس الحجم الكبير LVD) التصريح السابق لأوبرا مؤكدين على أن سرعة النيوترينات بقت ضمن مجال سرعة الضوء ولم تتجاوزه.

## ثلاثة أجيال من النيوترينو ونقيض النيوترينو

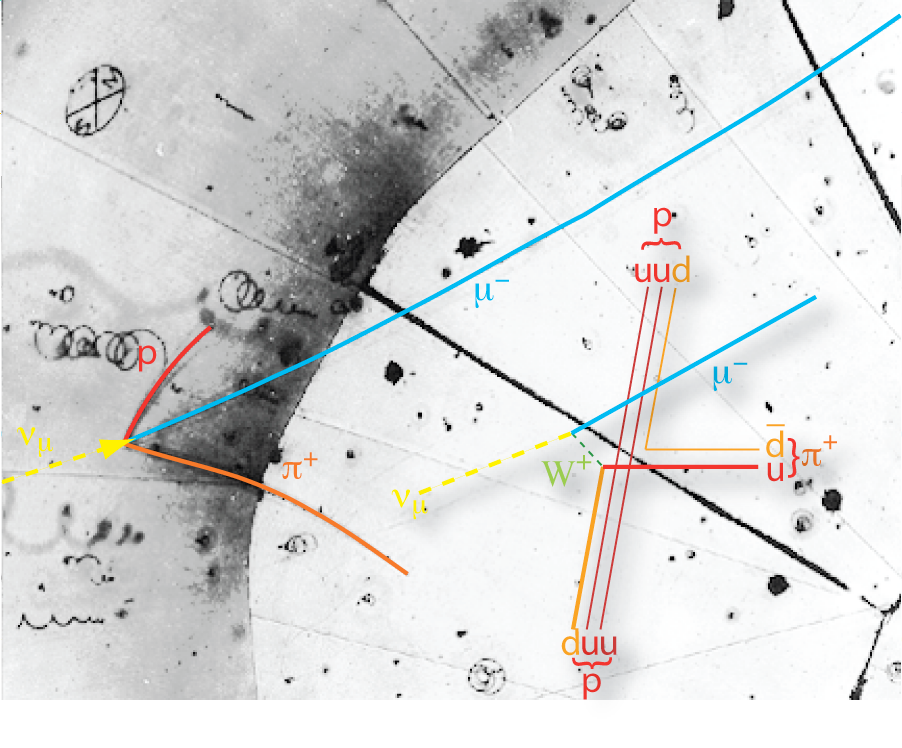
صورة من غرفة الفقاقيع تبين مسارات نواتج التفاعل:. وفيها نيوترينو-الميون آتيا من أسفل اليسار (غير مرئي) ويصطدم ببروتون p للهيدروجين السائل. ينشأ عن التفاعل بيون موجب الشحنة وميون سالب الشحنة. التفاعل الجاري بين الميون وكوارك البروتون يتم بوساطة من أحد بوزونات W (تآثر ضعيف). وهذا ما يشرحه الشكل التحليلي على اليمين.

تعتبر النيوترينوات من ضمن الليبتونات. وكل من اللبتونات يتكون من جسيم مشحون كهربائيا: الإلكترون وميون وتاوون ويتمي لكل منهم نيوترينو متعادل الشحنة: نيوترينو-الإلكترون ({\displaystyle \nu _{e}})، ونيوترينو-الميون ({\displaystyle \nu _{\mu }})، ونيوترينو-التاوون ({\displaystyle \nu _{\tau }}). بالإضافة لكل هؤلاء توجد مضادتها ممثلة في 6 من مضاد المادة.
كل جسيم من اللبتونات له عزم مغزلي 1/2.
طبقا للمعلومات الحديثة يمكن للنيوترينوات التحول من نوع إلى نوع، حيث تشكل الثلاثة أنواع تتطابق لثلاثة حالات كمومية {\displaystyle \nu _{1}} و {\displaystyle \nu _{2}} و {\displaystyle \nu _{3}}
ويعتقد أن كل منها له كتلة لا تزال غير معروفة.
وقد بينت قياسات عداد L3-Detektor في مركز أبحاث سيرن أن عدد النيوترينوات ذات كتلة أقل من كتلة بوزون Z تبلغ 3 أنواع من النيوترينوات.

## قياس النيوترينو خلالتحلل بيتاالمحفز
في عام 1942 أقترح كان-شانج وانج استخدام امتصاص أشعة بيتا من أجل قياس النيوترينو.
وفي 20 يوليو 1956 نشرت مجلة ساينس Science العلمية بحثا للفيزيائيين كلايد كوان وفريدريك راينس وباحثين آخرين معهم يؤيد أنهم قاموا بقياس النيوترينو والتحقق من وجوده. وقد حازا على ذلك الاكتشاف بعد مدة طويلة على جائزة نوبل للفيزياء عام 1995.
وتعرف تلك التجربة الآن بتجربة كووان-راينس للنيوترينو، حيث صوبت نيوترينوات صادرة من مفاعل نووي ناشئة من تحلل بيتا إلى بروتونات ونتج عن التفاعل نيوترونات وبوزيترونات، طبقا لمعادلة التفاعل:
{\displaystyle {\bar {\nu }}_{e}+{\mbox{p}}^{+}\rightarrow {\mbox{n}}+{\mbox{e}}^{+}}
والبوزيترون الموجب الشحنة سرعان ما يجد إلكترونا وينفنيا معا مصدران شعاعين من أشعة غاما، ويمكن عد أشعة غاما الناشئة. ويمكن قياس النيوترون الناشئ عن طريق امتصاصه بنواة ذرة مناسبة، وينتج عن الامتصاص أيضا شعاعا من أشعة غاما.
ويؤكد التزامن بين إصدار أشعة غاما الناشئة من إفناء البوزيترون وإصدار شعاع غاما الناشئ عن امتصاص النيوترون - أي حدوثهما وتسجيلهما في نفس اللحظة - التفاعل الذي قام به نقيض النيوترينو.
وبذلك تحقق أن ما اقترحته النظرية وما وجدته التجربة إنما كان هو نقيض النيوترينو.
{\displaystyle {\bar {\nu }}_{e}}

## نقيض النيوترينو
نقيض النيوترينو أو مضاد النيوترينو  (بالإنجليزية: Antineutrino)‏ هو الجسيم المضاد للنيوترينو يحمل شحنة محايدة. يصحب هذا الجسيم انبعاث جسيم بيتا حينما يتحول نيوترون إلى بروتون. يبلغ عزمه المغزلي 1/2 وهو ينتمي إلى مجموعة الليبتونات. جميع النيوترينوات المضادة التي خضعت للمراقبة كان عزمها المغزلي من جهة اليمين وهو عكس لف النيوترونات. تتفاعل النيوترونات المضادة مع المادة إما بقوى الجاذبية أو التآثر الضعيف لذا يصعب مشاهدتها مخبريا. اكتشفت النيوترونات المضادة لأول مرة كنتيجة لتفاعلها مع نواة ذرة الكادميوم في خزان كبير للمياه. ثبت هذا الخزان بجانب مفاعل نووي كمصدر للنيوترونات المضادة. تشير تجارب تذبذب النيوترينو إلى أن مضاد النيوترينو لها كتلة لكن تجارب تحلل بيتا تصغر من قيمتها.
بما أن النيوترينوات ومضادتها محايدة كهربائيا فيرجح أنها نفس الجسيم. والجسيمات التي تمتلك هذه الخاصية تعرف بجسيمات ماجورانا. إذا كانت النيوترينوات جسيمات ماجورانا فإن تحلل بيتا الثنائي قد يتحقق وقد بدأت بعض التجارب بحث هذه المسألة. بدأ الباحثون حول العالم التحقيق في إمكانية قياس نقيض النيوترينو كوسيلة لمراقبة المفاعلات لمنع الانتشار النووي في إطار معاهدة منع الانتشار النووي.

## تذبذب النيوترينو
تنشأ النيوترينوات وتقاس عادة مصحوبة بنكهة (إلكترون أو ميون أو تاوون). وظهرت ظاهرة جديدة تسمى تذبذب النيوترينو، وهي أن النيوترينوات تستطيع التذبذب بين ثلاثة نكهات أثناء مسارها في فراغ الكون. وهذا يحدث بسبب أن العدد الكمومي لنكهته، وإتجاه الذاتي لنكهته، والطاقته الذاتية لنكهته ليست هي نفسها كما هي لحالة كتلة النيوترينو (وتسمى الحالات 1، 2، 3). وهذا يسمح للنيوترينو الذي صدر كنيوترينو إلكترون أن هناك احتمال أثناء الطريق أن يتحول ويُسجل كنيوترينو ميون أو نيوترينو تاو.
وقد خمن هذا التأثير الناجم عن ميكانيكا الكم بسبب التعارض بين عدد نيوترينوات الإكترون التي سجلت من قلب الشمس وبين العدد الذي تحسبه النظرية، وتعرف تلك المسألة بمشكلة نيوترينو الشمس. وطبقا للنموذج الأساسي يعني وجود تذبذب لنكهة النيوترينو أن الفروق بين كتل النيوترينو ليست صفرا، حيث يعتمد مدى اختلاط نكهات النيوترينو عند زمن معين على مربع كتلته.

## إنظر أيضا
- تجربة سوبر كاميوكاندي
- تجربة مكعب الثلج
- جسيمات أولية
- تحلل بيتا
- إشعاع بيتا المزدوج عديم النيوترينو
- تذبذب النيوترينو
- تجربة هومستاك
- علم فلك الطاقة العالية